# Українсько-хорватські відносини
Українсько-хорватські відносини — це двосторонні відносини між Україною та Хорватією у галузі міжнародної політики, економіки, освіти, науки, культури тощо.
Хорватія визнала незалежність України 5 грудня 1991 року, а через 6 днів, 11 грудня 1991 року Україна визнала незалежність Хорватії, дипломатичні відносини між двома країнами було встановлено 18 лютого 1992 року. У лютому 1995 року у Загребі Україна відкрила Посольство України в Хорватії. Посольство Хорватії в Україні Республіка Хорватія відкрила 1992 року у Києві.

## Двосторонні зв'язки

### Історія
Зв'язки між Україною та Хорватією були пов'язані з опосередкованим сусідством, перебуванням територій обох у складі Османської та Австро-Угорської імперій, участю у панслов'янському русі та співпрацею національно-визвольних рухів. 
У 1848 українські та хорватські національні діячі зустрілися на Слов'янському конгресі в Празі, у 1916 році, націоналісти обох країн взяли участь у конференції Союзу народів в Лозанні. 
Під час Другої світової війни в складі збройних сил Хорватії діяв Український легіон. Надалі українські та хорватські емігранти співпрацювали в рамках Антибільшовицького блоку народів.

### Політичні і дипломатичні зв'язки
2011 рік був досить плідним для двосторонніх відносин. 22 лютого 2011 року заступник міністра закордонних справ України Павло Клімкін зустрівся у Загребі з очільником МЗС Хорватії А. Пленковичем, також відбулися зустрічі з посадовцями, що відповідали за євроінтеграцію Хорватії. 9-10 березня 2011 року Голова Верховної Ради України Володимир Литвин у рамках офіційного візиту зустрівся з керівником хорватського парламенту, президентом країни, очільником МЗС і головою СДП. 6-7 квітня 2011 року у Києві зустрічалися голови політичних департаментів зовнішньополітичних відомств країн: Олександр Александрович й Александар Хайна. 19 квітня 2011 року Україну відвідує президент Хорватії Іво Йосипович, де він зустрівся з Президентом України Віктором Януковичем у рамках Київського саміту. 28 червня 2011 року Хорватію відвідав Борис Тарасюк як голова Комітету з питань європейської інтеграції ВРУ, у ході візиту відбулись зустрічі з головою і заступником голови хорватського парламенту, головою Комітету з питань європейської інтеграції та іншими. 3-7 жовтня 2011 року відбулося перше засідання Хорватсько-української комісії з питань військово-технічного співробітництва.
Протягом 2012 року між представниками України і Хорватії відбувся ряд зустрічей. 19 квітня 2012 року пройшов двосторонній діалог між головами зовнішньополітичних відомств двох країн Костянтина Грищенка і В. Пусич. Зустріч відбулась у рамках засідання міністрів закордонних справ і міністрів оборони НАТО у Брюсселі. Також міністри зустрілися 6-7 липня 2012 року під час Хорватського саміту у Дубровнику. Тоді ж міністр закордонних справ України зустрівся з Президентом Республіки Хорватії Іво Йосиповичем. 12 листопада 2012 року у Києві проходило V засідання Міжурядової хорватсько-української комісії з питань торговельно-економічного співробітництва.
25 січня 2022 року, на тлі загострення російсько-українського конфлікту взимку 2022 року, Президент Хорватії Зоран Миланович  скептично висловився щодо української інтеграції до ЄС та НАТО: «Україні не місце в НАТО. Коли Україна змінила владу, тоді цей рух, який не був демократичним, був переворотом, під час якого було вбито 50 людей. Історія була така — Україна йде на захід, нічого не питаючи у Росії, в ЄС на неї чекають молочні ріки — кисільні береги. Україна досі залишається однією з найбільш корумпованих країн, ЄС нічого Україні не дав». Він назвав Революцію Гідності «переворотом», який спровокував ЄС та США. Миланович тоді ж назвав причиною загострення російсько-українського конфлікту, взимку 2022 року, втручанням США у внутрішні справи країн. Він заявив, що подрібно дійти спільної згоди, яка б враховувала інтереси Росії. Він сказав, що ціна на газ свідчить про шкідливість протистояння з Росією.
Заяви Милановича російські прокремлівські ЗМІ подали, як ознаку розколу в Європейському Союзі та Північноатлантичному альянсі, і спрогнозували, що його шляхом підуть й інші очільники країн членів ЄС та НАТО.
28 січня 2022 року, Миланович, після різкої критики з боку України, продовжив свою проросійську риторику і заявив, що «Україна вшановує героїв Другої світової війни, які є масовими вбивцями поляків та євреїв». Він також прокритикував прем'єр-міністра Хорватії Андрея Пленковича за його «втручання» в «українське питання».
29 січня 2022 року, згідно з повідомленням видання "Європейської правди" з посиланням на хорватськоий канал RTL, Президент Хорватії Зоран Миланович заявив, що він не змінив своєї думки про те, що Україна є найкорумпованішою державою і що їй не місце в НАТО. Він також повідомив, що не збирається вибачатися за свої слова.
15 червня 2023 року, Уряд Хорватії визнав Голодомор 1932—1933 років геноцидом народу України, а 28 червня 2023 року Парламент Хорватії ухвалив декларацію про визнання Голодомору 1932–1933 років геноцидом українського народу.

## Діаспора

### Українці у Хорватії
Згідно з даними перепису населення 2011 року, у Хорватії проживало 1,8 тисяч українців, що становило 0,04% від загальної чисельности населення країни. Також 1,9 тисяч (тобто 0,05%) визнали себе русинами. Українці Хорватії об'єднуються у різноманітні організації, такі як Українська громада Республіки Хорватія, Союз русинів і українців Республіки Хорватія, Товариство української культури, Товариство «ХОРУС — Хорватсько-українське співробітництво».